# Plagiometriona stillata
Plagiometriona stillata  (лат.) — вид жуков щитоносок (Cassidini) из семейства листоедов. Эндемик Южной Америки: Бразилия (Espirito Santo, Rio de Janeiro, Santa Catarina, Sao Paulo). Форма тела уплощённая. Растительноядный вид, питается растениями семейства паслёновые (Solanaceae: Capsicum mirabile, Solanum campaniforme).